# Binyamina-Guivat Ada
Binyamina-Guivat Ada (en hebreo: בִּנְיָמִינָה-גִּבְעַת עָדָה‎) es un concejo local del Distrito de Haifa en Israel. Es el resultado de la fusión en el 2003 de los concejos locales de Binyamina y Guivat Ada. En 2022, tenía una población de 16 284 habitantes.

## Descripción
Según la Oficina Central de Estadísticas de Israel (CBS), la población de Binyamina-Givat Ada a finales de 2004 era de 9.800 habitantes. La población inmigrante es de aproximadamente 500 personas. Antes de la unión, la población de Binyamina era de 6600.
Binyamina fue fundada en 1922 y lleva el nombre del barón Edmond James Benjamin de Rothschild.